# Gran Templo de Atón
El Gran Templo de Atón (o Per-Atón, Casa de Atón) era un templo ubicado en la ciudad de Amarna (antigua Aketatón), Egipto. Sirvió como lugar de culto principal para la deidad Atón durante el reinado del faraón de la XVIII Dinastía Akenatón (c. 1353-1336 a. C.) Akenatón marcó el comienzo de un período único de la historia del antiguo Egipto al establecer la nueva religión culto dedicado al disco solar Aten. El rey terminó con la adoración tradicional de otras deidades como Amón-Ra, e implantó una nueva era, aunque breve, de aparente monoteísmo en la que Atón era adorado como un dios del sol mientras que el propio Akenatón y su esposa, Nefertiti, representaban la pareja real divina que conectaba a la gente con el dios. Aunque comenzó la construcción en Karnak durante su gobierno, la asociación que tenía la ciudad con los anteriores dioses llevó a Akenatón a establecer una nueva capital en la ciudad de Aketatón (Amarna) dedicada a Atón. Akenatón construyó la ciudad a lo largo de la orilla este del río Nilo, estableciendo talleres, palacios, suburbios y templos. El Gran Templo de Atón estaba ubicado justo al norte de la ciudad central, considerado como el más grande dedicado a Atón y el lugar donde Akenatón estableció plenamente el culto y la adoración propios del disco solar.

## Construcción

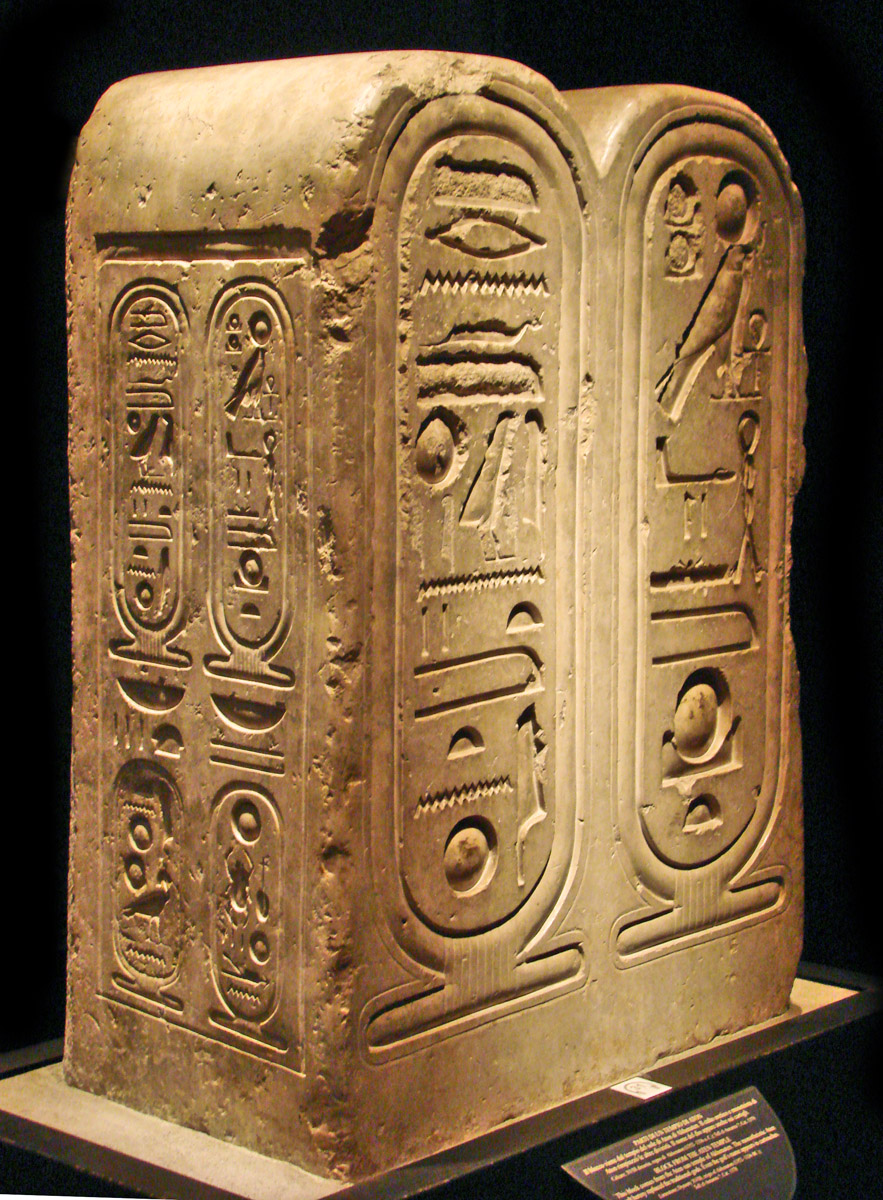
Estela sobreviviente del Gran Templo de Atón en Akhetaten.

La ciudad de Aketatón fue construida con premura y principalmente con ladrillos de adobe. El adobe se hizo secándolo al sol y con medidas de 33-37 cm x 15-16 cm x 9-10 cm, aunque los empleados para las paredes del recinto del templo eran un poco más grandes, sobre 38 cm x 16 cm x 16 cm. Durante la construcción, los ladrillos se colocaron con una pequeña cantidad de mortero entre las filas y sin mortero entre los ladrillos adyacentes. No había lluvia que deteriorara los ladrillos, pero, sin embargo, se desgastaron por los barridos de arena generados por el viento, por lo que, para su protección, las paredes se enyesaron con una capa de barro que se podía volver a aplicar. A medida que los ladrillos ya puestos se secaban, a menudo se encogían, lo que provocaba deformaciones y problemas estructurales, por lo que se desarrolló una técnica para disponer las filas de ladrillos de modo que cada dos filas estuvieran casi huecas, lo que permitía que el aire circulara. Si bien esto ayudó a que las paredes mantuvieran su forma, también actuó para debilitarlas, por lo que las construcciones particularmente altas destinadas a soportar mucho peso tuvieron que hacerse de manera diferente. Para las torres de pilonos y los grandes muros circundantes como los del Gran Templo de Atón, se usó madera como soporte estructural y los edificios públicos dentro del templo tenían columnas de piedra y se construyeron con otras piedras con mayor soporte. Las columnas de piedra se ajustaron al habitual estilo habitual empleado en otras partes de Egipto y representando hojas de palma o papiros. Para colocar elementos estructurales como mesas de ofrendas y pozos sobre un piso de yeso, se utilizó cuerda. La cuerda se sumergió primero en pintura negra y se estiró con fuerza y se dejó tocar el suelo, dejando una marca. En algunos casos, la cuerda incluso se empujó hacia el piso de yeso, dejando una ranura poco profunda. Se utilizó una técnica similar para dividir las superficies de las paredes antes de decorarlas con relieves.
La construcción real del templo fue realizada en una serie de fases. Antes de que se construyera algo, ya había algún tipo de ceremonia de dedicación en el sitio. Un ceremonial de paso con receptáculos para ofrendas líquidas se encontraba al comienzo de una avenida pavimentada. La avenida se extendía hacia el este y estaba bordeada de esfinges, pero luego fueron reemplazadas por árboles (se han excavado hoyos de árboles, algunos todavía contienen raíces de árboles). La avenida conducía a un pequeño santuario de adobe que luego se construyó en el esquema de diseño principal del templo. 
La primera construcción principal realizada por Akenatón fue la construcción del muro de temenos, que encierra un área enorme de 229 m x 730 m. Mientras se completaba el muro, se construyó el santuario de piedra en el extremo este del recinto. Este santuario pareció funcionar por sí solo durante algún tiempo hasta que unos años más tarde, cuando Akenatón agregó el Gem-pa-Atón (o Gema-Atón) en el lado oeste del recinto. Con esta adición, la puerta ceremonial original tuvo que ser derribada y se construyó una calzada elevada sobre ella. 
El Gem-pa-Atón fue construido originalmente en piedra, pero parece que a medida que pasaba el tiempo, Akenatón se quedó sin materiales y la última parte del Gem-pa-Atón se terminó con ladrillos de barro. Se desconoce exactamente cómo se decoraron las paredes del templo porque toda el área fue destruida más tarde, pero los fragmentos que se han encontrado muestran que había muchas estatuas de Akenatón y su familia colocadas alrededor del templo.

## Diseño
El Gran Templo de Atón se encontraba al norte de la parte de la ciudad central de Aketatón y estaba separado del palacio por muchos almacenes. El templo estaba orientado sobre un eje este-oeste y la entrada occidental al Gran Templo estaba a lo largo del Camino Real, un camino que atravesaba la ciudad y era paralelo al río Nilo.
Poco después de la muerte de Akenatón, el atonismo fue rechazado como religión y la ciudad fue destruida. El templo fue desmantelado, cubierto con arena nueva y pavimentado, pero, irónicamente, esto ha preservado el sitio mejor de lo que normalmente hubiera sido para alegría de los arqueólogos actuales. En 1890, Flinders Petrie, con permiso del Servicio de Antigüedades Egipcias, comenzó a excavar el área. Basándose en los cimientos restantes que encontró, así como en múltiples escenas del Gran Templo encontradas en la decoración de una tumba privada en Amarna, ha sido posible una reconstrucción integral del templo.
Uno de los aspectos más distintivos del templo era que no había una imagen de culto del dios. En cambio, el templo estaba al aire libre y no tenía techo, por lo que la gente adoraba al sol real directamente sobre sus cabezas mientras viajaba de este a oeste. De hecho, este fue un tema común entre todos los templos de Atón; todos estaban dispuestos para dirigir la adoración hacia el cielo (como en Ḥwt Aten, o Mansión de Atón, el Pequeño templo de Atón ubicado a 500 m al sur del Gran Templo en Aketatón).
En el Gran Templo había dos estructuras principales, la Gem-pa-Atón y el santuario, que estaban separadas por unos 300 m. Al entrar en el muro del recinto, uno se enfrentaba a la primera de estas estructuras, la Gem-pa-Atón, que era un edificio muy largo precedido por un patio llamado Per-Hai (Casa del Regocijo). A la izquierda de la entrada principal del Templo había un pabellón con columnas y tanto a la izquierda como a la derecha había pequeñas capillas. Estas capillas, originalmente construidas para la reina Kiya, fueron luego ocupadas por las princesas mayores.
El primer gran pilono directamente enfrente era la entrada al Per-Hai y tenía puertas batientes y cinco pares de mástiles altos con banderines carmesí flanqueando la entrada. El interior del Per-Hai tenía dos filas de cuatro columnas a cada lado. Dentro de estas columnatas había altares de piedra caliza tallados con imágenes del Rey y la Reina dando ofrendas. A través del Per-Hai y el siguiente gran pilono fue el Gem-pa-Atón, el [Lugar de] Aquel que encontró el Atón, y esto era una serie de seis patios separados por pilonos, todos conduciendo a un santuario principal y un altar. Este templo se diferenciaba de los templos de otros dioses porque a medida que uno avanzaba por los patios, se volvían más abiertos al aire y a la luz, a diferencia de los templos como los de Amón-Ra, donde los pasillos se oscurecían y se veían más envueltos en misterio. El primer patio tenía un altar mayor con pequeñas capillas y cámaras a ambos lados. Cada corte sucesiva tenía altares y revistas donde se podían almacenar las ofrendas. El cuarto patio tenía columnas y muchas cámaras amuebladas donde la gente podía descansar a la sombra. El patio final tenía un Altar Mayor principal destinado a la pareja real, y estaba rodeado por 365 altares de adobe a cada lado, uno para cada día del año, divididos para representar el Alto y el Bajo Egipto.  Las ofrendas que se dan aquí estaban dedicadas a Atón, pero luego se usaron para alimentar a los sacerdotes oficiantes, al personal del templo e incluso a parte de la población local. Más allá de este Altar Mayor, Gem-pa-Atón terminó abruptamente en una pared en blanco, que no muestra signos de haber tenido una puerta. En el exterior del Gema-Atón había suficiente espacio para tener un deambulatorio grande y había 40 filas de 20 mesas de ofrendas dispuestas a cada lado.
Entre Gem-pa-Atón y el santuario, el edificio principal en el extremo este del recinto, había un pórtico con pilares más pequeño y sagrado con estatuas del faraón Akenatón y su familia de pie frente a cada columna. Dentro del pórtico había una gran estela de cuarcita junto a una colosal estatua sentada de Akenatón. Esta estela fue tallada con imágenes de Akenatón y Nefertiti y era una variación de una piedra benben, un símbolo solar sagrado de Heliópolis. Tradicionalmente, la piedra benben era una representación de la isla creada por el dios sol Atón al comienzo del mundo. Esto marcó una de las áreas más sagradas del templo y estaba lleno de flores y ofrendas. En la actualidad, solo se ha encontrado un fragmento de esta piedra (descubierto por Carter en 1892), pero se identificó como una piedra benben basándose en escenas del templo encontradas en tumbas cercanas.
También entre Gem-pa-Atón y el Santuario en el Gran Templo había un gran edificio cuadrado donde se sacrificaban y preparaban las ofrendas de carne, pero la excavación adicional del área es difícil debido a la presencia del cementerio moderno de Et-Till.
La segunda estructura principal del Gran Templo era el Santuario en su extremo este, que puede haberse inspirado en los Templos del Sol de la Quinta Dinastía en Abu Ghuroub (c. 2400 a. C.). El Santuario comenzaba con un pilón que conducía a un patio abierto, en el lado sur del cual había tres casas probablemente destinadas a los sacerdotes de guardia. Un segundo pilón conducía a una calzada que atravesaba dos grandes columnatas con colosales estatuas de Akenatón a cada lado con la Corona Roja y la Corona Blanca. La calzada continuaba hasta un patio final que tenía un altar mayor rodeado de mesas de ofrendas. Este altar principal probablemente estaba destinado solo para la Familia Real, especialmente después de que Gem-pa-Atón fue construido y puesto en uso regular. Detrás del Santuario había otras habitaciones, incluida una gran sala que albergaba el santuario original de la ceremonia de dedicación, pero a estas habitaciones solo se podía acceder desde fuera del Santuario.
Contra el extremo noreste de la pared del recinto había un altar final llamado Salón de Tributos Extranjeros. Este era un gran altar empotrado y probablemente era donde se hacían ofrendas de tierras extranjeras.

## Adoración
El culto de Atón se celebraba a diario y era muy sencillo. Aunque había otros sacerdotes, Akenatón actuó como su propio Sumo Sacerdote y se asignaron roles especiales a las mujeres reales. Como no había una estatua de culto, los actos tradicionales de levantar y lavar al dios no desempeñaban ningún papel en el Gran Templo y la adoración consistía únicamente en cantar himnos y ofrecer ofrendas a Atón. Algunos himnos contaban historias, como uno que atribuía a Atón la creación de la raza humana y reconocía que las personas fueron creadas de manera diferente, para hablar diferentes idiomas y tener pieles de diferentes colores, mientras que otros himnos simplemente expresaban adoración y gratitud a Atón. Las ofrendas consistían en comida, bebida, flores y perfume y, a menudo, iban acompañadas de incienso quemado y libaciones. Para consagrar las ofrendas, se usó un bastón especial llamado ḫrp para tocar las ofrendas, marcándolo como destinado a Atón.
Cada día, la familia real se acercaba al templo en carros después de recorrer el Camino Real, y entraba al recinto del templo y presentaba ofrendas frente al Gem-pa-Atón. Luego, el rey y la reina consagraron sus ofrendas con el ḫrp mientras sus hijas repicaban el sistro. Luego, la familia pasó por los pilones del Gem-pa-Atón y subió los escalones del Altar Mayor donde había ofrendas de carne, aves, verduras y flores ya dispuestas y coronadas por tres cacerolas de incienso ardiendo. Mientras el rey y la reina oficiaban, los sacerdotes colocaban ofrendas en muchos de los otros altares para el público mientras se tocaba música. Las princesas continuaron haciendo sonar el sistro mientras cuatro cantantes masculinos cantaban himnos a Atón dentro de la corte de Gem-pa-Atón. Fuera del Gema-Atón había músicas que actuaban junto con el coro del templo, que estaba formado por cantantes ciegos y un arpista ciego. Estos músicos tocaron a intervalos a lo largo del día y nunca se les permitió más allá del patio exterior. 

## Excavación y exploración
Flinders Petrie fue la primera persona que trabajó en el templo, y su asistente, Howard Carter, excavó en el área del santuario. Sin embargo, fue John Pendlebury quien en realidad trazó un mapa completo de esta área durante sus excavaciones en 1935. El proyecto Prospección de Amarna de la EES volvió a re–excavar el sitio y corrigió algunos errores en el mapeado.
La líder del proyecto, Sarah Parcak, de la Universidad de Alabama en Birmingham, dijo que "según las monedas y la cerámica que encontramos, parece ser un centro regional relevante que comerciaba con Grecia, Turquía y Libia".
Esto es parte de un proyecto más amplio apuntando a mapear la mayor cantidad posible de sitios arqueológicos del antiguo Egipto, o "indicios", antes de que sean destruidos o cubiertos por el desarrollo moderno.
Aunque Akenatón tenía varios templos dedicados a Atón, el Gran Templo de Atón era el más grande y significativo. Durante el reinado de la XVIII dinastía de Akenatón, la nueva ciudad de Aketatón se construyó por completo y se estableció el culto regular de Atón. Sin embargo, poco después de la muerte del faraón, todo se vino abajo cuando los sucesivos reyes destruyeron el Templo y la ciudad en un esfuerzo por volver a la religión tradicional de Egipto. No obstante, se conservan suficientes restos del Gran Templo de Atón para poder tener una idea de cómo se veía y cómo debió de desarrollarse la adoración de Atón para los habitantes de la ciudad de Aketatón.

## Galería de imágenes

### Fragmentos escultóricos del templo

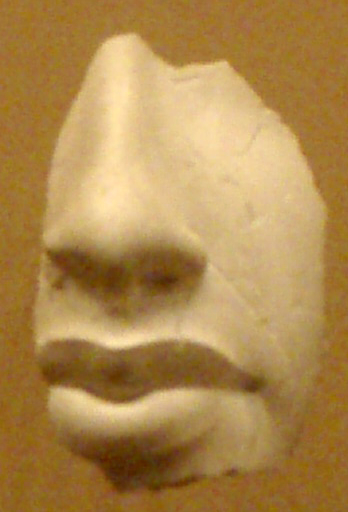
Un rostro fragmentario, probablemente el de Akenatón.
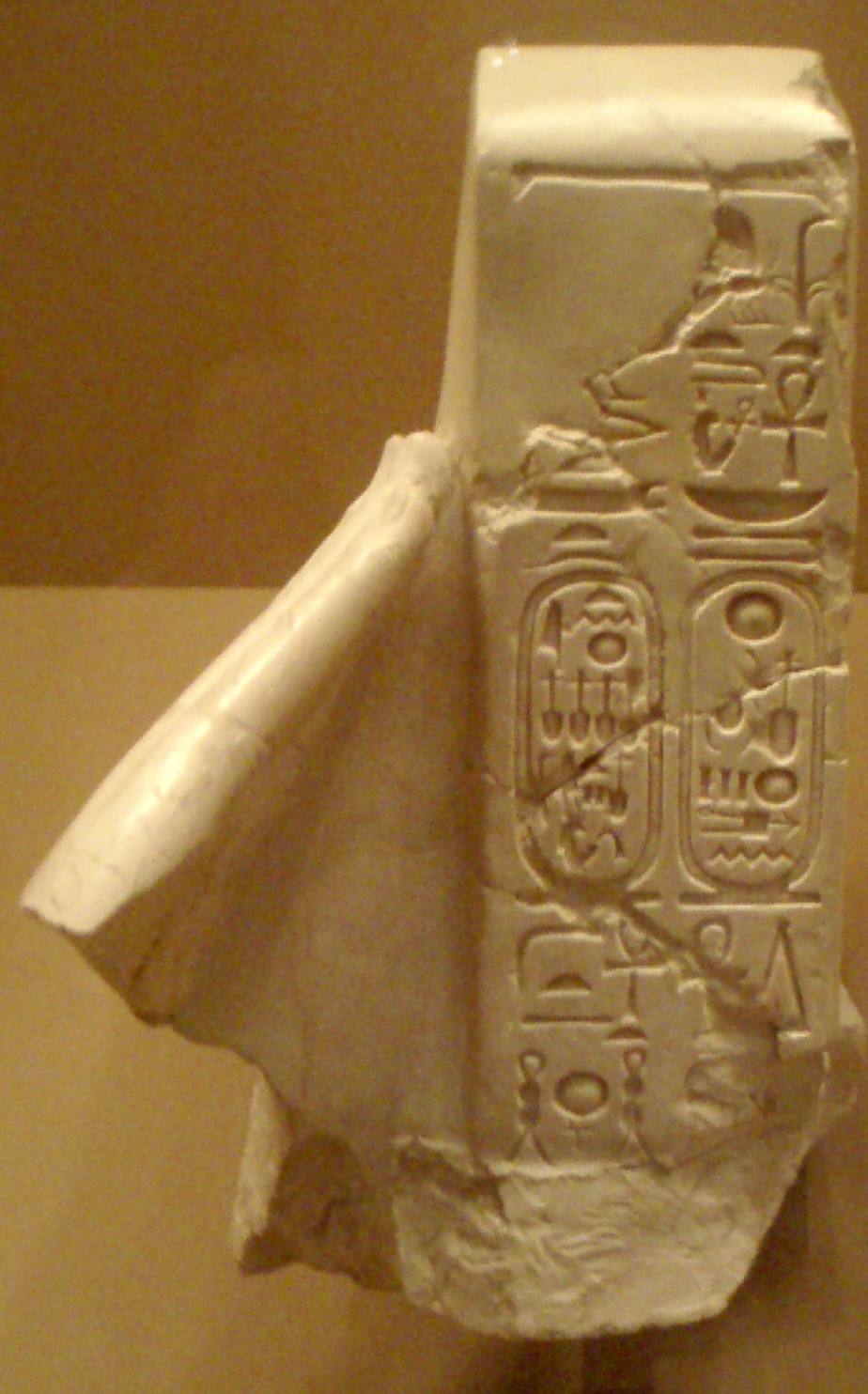
Manos fragmentadas que ofrecen cartuchos de Atón.
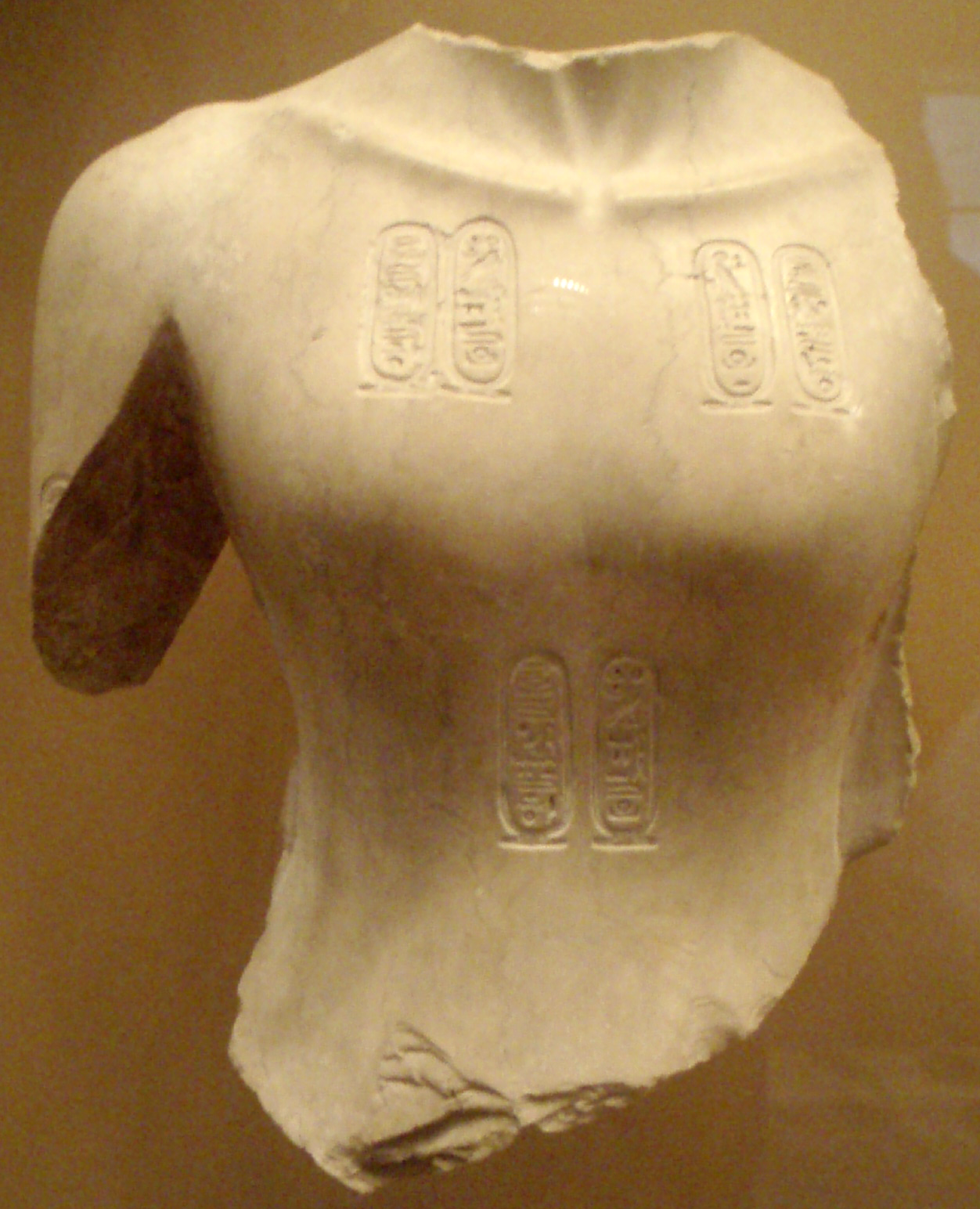
Una estatua fragmentaria del faraón Akenatón.
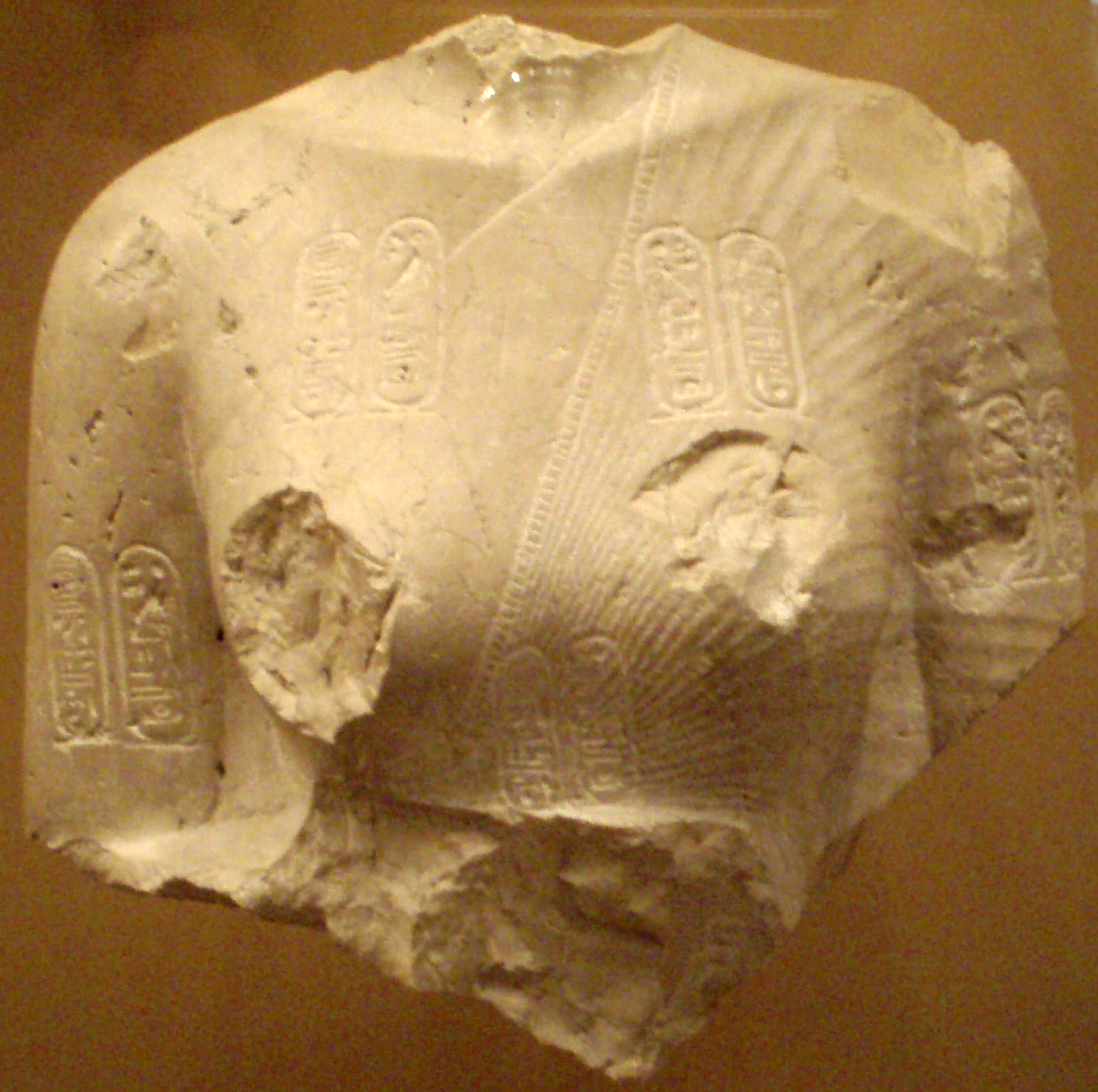
Un torso fragmentario de Nefertiti.
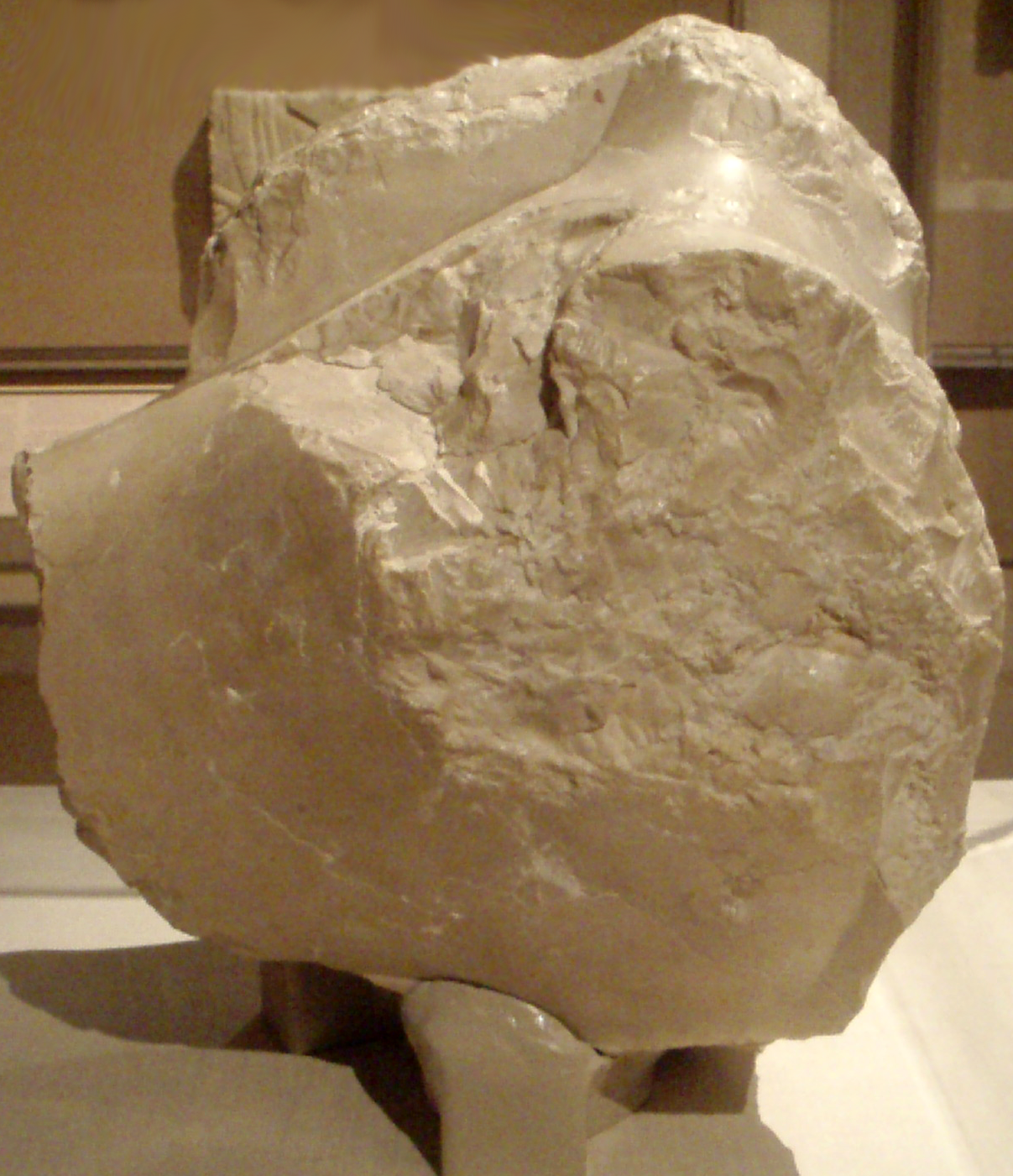
Fragmento de torso de una estatua postrada, que se cree que proviene del Gran Templo de Atón.